# 马格诺利亚 (特拉华州)
马格诺利亚（英語：Magnolia），是美国特拉华州肯特县（Kent）下属的一座城镇，面积为0.51平方公里，均为陆地。2011年的数据显示该地有人口228人。论人口在本州排行第48。